# Réveil FM
 (septembre 2022).
Si vous disposez d'ouvrages ou d'articles de référence ou si vous connaissez des sites web de qualité traitant du thème abordé ici, merci de compléter l'article en donnant les références utiles à sa vérifiabilité et en les liant à la section « Notes et références ».
Réveil FM est la première station de radio associative et communautaire de la ville de Kinshasa,  la capitale de la République démocratique du Congo.

## Description
Sa programmation se compose de 35 % d'émissions culturelles et éducatives et de 25 % de programmes d'information. Elle émet 24h/24 sur le net.
Première radio associative et communautaire de Kinshasa, Réveil-FM affirme vouloir promouvoir la paix et des relations apaisées entre les communautés congolaises.
L'écoute de Réveil FM International a évolué. De la radio FM émettant sur la fréquence 105.4 Mhz à Kinshasa, Réveil FM International est aujourd'hui essentiellement sur le net, donc n'a plus des frontières. Réveil FM International est avec d'autres médias congolais considérée comme média de référence de la diaspora congolaise: France, Belgique, Suisse, Canada, Etats-Unis... Au-delà de la radio, Réveil FM International produit des vidéos.

## Historique
Créée le 7 juin 1999, par Freddy Mulongo, elle commence à émettre le 20 novembre de la même année. Le 14 septembre 2000, un arrêté du gouvernement congolais interrompt sa diffusion, ainsi que celle d'autres stations de radio,.
En août 2006, alors que Freddy Mulongo participe à l'assemblée générale mondiale de l'Amarc à Amann en Jordanie, la  Haute autorité des médias (HAM) suspend Réveil-FM pour une raison farfelue (manque de grille de programme), la veille de la proclamation des résultats du premier tour des élections présidentielles de 2006. Ce sera un coup d'épée dans l'eau car plus de 165 radios présentes à Amann signent une pétition de protestation et soutien à Réveil-FM et à Freddy Mulongo.
Réveil FM est localement fermée le 20 août 2007 par Toussaint Tshilombo Send, ministre de l'information et presse de l'Alliance de la majorité présidentielle (AMP) de Joseph Kabila. 